# Lapinkylä (Vantaa)
Lapinkylä  est un quartier du district de Kivistö de Vantaa en Finlande,.

## Description
Lapinkylä est un quartier en croissance, dans l'ouest de Vantaa sur la rive occidentale du Vantaanjoki.
Ses quartiers voisins sont Piispankylä au sud, Kivistö à l'ouest, Seutula au nord, ainsi que Kiila et Viinikkala à l'est de l'autre côté du Vantaanjoki,.
Les zones résidentielles bâties de maisons individuelles de Lapinkylä sont Koivupää, Lapinniitty, Rajasilta et Sotilaskorpi.
Au nord de Koivupää se trouvent les jardins familiaux de Lapinniity, dans lesquels de nombreux citadins vivent dans des chalets pendant l'été.
Il y a une zone agricole sur les rives du Vantaanjoki.

## Galerie

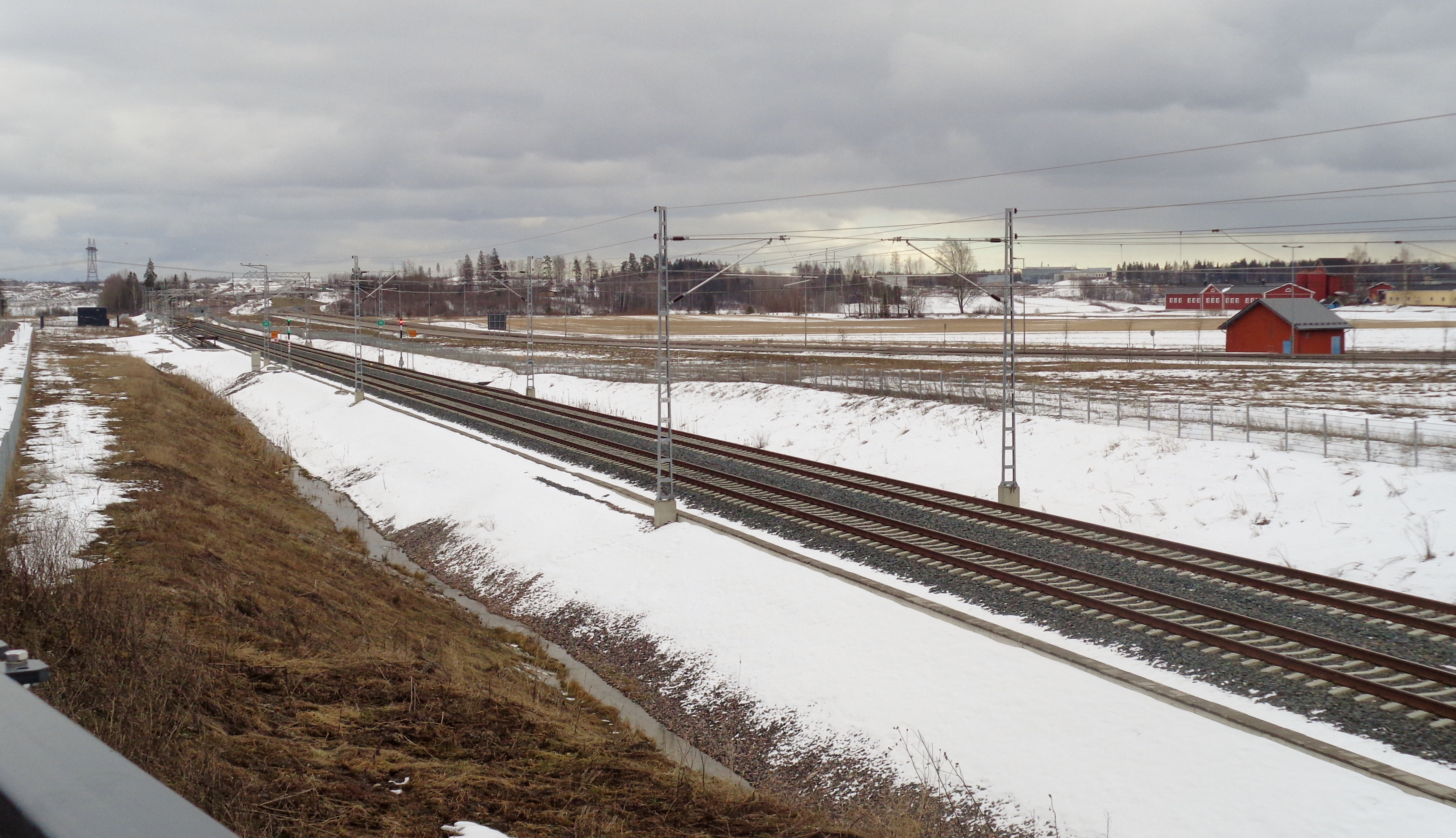
La Kehärata à Lapinkylä en 2016.